# Joseph Needham
Joseph Needham (teljes nevén: Noel Joseph Terence Montgomery Needham) (Nagy-Britannia, London, 1900. december 9. – Cambridge, 1995. március 24.) kínai neve: (egyszerűsített kínai: 李约瑟, hagyományos kínai: 李約瑟, pinyin hangsúlyjelekkel: Lǐ Yuēsè, Wade–Giles: Li Yueh-se, magyar népszerű: Li Jüe-szö) brit tudós, történész és sinológus, aki a kínai történelmi tudományos kutatás és írás terén ismert. 1941-ben megválasztották a Royal Society és 1971-ben a Brit Akadémia tagjává, 1992-ben pedig a királynő kitüntette a Becsület Társaságának Rendjével; ekkor ő volt az egyetlen élő ember, aki mindhárom címet viselte.

## Élete
Needham egy londoni család egyetlen gyermekeként született. Apja orvos volt, anyja, Alicia Adelaide Montgomery (1863-1945) pedig írországi születésű zeneszerzőnő. Needham tanulmányait az 1556-os alapítású northamptonshire-i Oundle School-ban végezte, majd a Cambridge-i Egyetemen először orvosnak, majd Frederick Gowland Hopkins hatására biokémikusnak tanult.
A diploma megszerzése után az egyetemen Hopkins laboratóriumban dolgozott, embriológiával foglalkozott. Háromkötetes munkája, a Chemical Embriology, 1931-ben jelent meg és többek között taglalja az embriológia történetét az egyiptomi időktől egészen a 19. század elejéig.
Bár biokémiai kutatói pályafutása jól alakult, karrierje a második világháború után egészen más irányú fordulatot vett.
1937-ben három kínai tudós jött dolgozni Needham mellé: Lu Kuj-csen, Vang Jing-laj és Csen Si-csang. Lu (1904-1991), egy nankingi gyógyszerész lánya, megtanította Needhamot a kínai nyelvre, és felkeltette érdeklődését az ősi kínai technológiai és tudományos múlt iránt. Needham ezután magánúton sinológiai képzést szerzett.
1942-46 között Needham volt a vezetője a csungkingi kínai-brit tudományos együttműködési hivatalnak, mely idő alatt többször is hosszú utazásokat tett a háború sújtotta Kínában. Leghosszabb útja a távoli nyugati Kanszu tartományban ért véget, a Nagy Fal végénél, ahol a dunhuangi barlangokban megtalálták a Gyémánt Szútrát, az első, pontosan datált nyomtatott könyvet. A másik hosszú út Fucsou volt, a keleti parton, majd a visszaúton két nappal azelőtt kelt át a Hsziang folyón, hogy a japánok felrobbantották volna annak hídjait, elvágva az egész országrészt. 1944-ben ellátogatott Jünnanba, hogy megpróbálja elérni a burmai határt. Bárhova ment, mindenütt vásárolt és kapott régi történelmi és tudományos könyveket, amelyeket diplomáciai csatornákon keresztül Nagy-Britanniába szállítottak. Ezek szolgáltak későbbi kutatásainak alapjául. Találkozott Csou En-lajjal és számos kínai tudóssal is, köztük a festő Vu Cuo-zsennel, és a meteorológus Csu Ko-csennel, aki később ládányi könyvet küldött neki Cambridge-be, többek között a kínai történelmet átfogó Kucsin Tusu Csicseng (Császári Enciklopédia) 2000 kötetét.
Hazatérve Európában őt kérték fel az UNESCO Párizsi természettudományi részlege első vezetőjének. Két év után, Needham lemondott e posztról, és 1948-ban visszatért Gonvillebe és Cambridge-ben folytatta munkáját. A kínai tudománynak és történelemnek szentelte életét 1990-es nyugdíjba vonulásáig, emellett egy ideig továbbra is tanított biokémiát. 1959-ben megválasztott a cambridge-i Caius College elnökének.

## Tudomány és civilizáció Kínában
1948-ban Needham javasolta a Cambridge University Press számára a Science and Civilisation in China („Tudomány és civilizáció Kínában”) című sorozat elindítását. Heteken belül el is fogadták a projektet, amely azóta hét kötetesre bővült. Kezdetben a történész Vang Ling (王玲) volt a munkatársa. Az első éveket mechanikus találmányok és elvont gondolatok Kínában c. lista összeállításának szentelte. Ezek közé tartoztak az öntöttvas, az ekevas, a kengyel, puskapor, a nyomtatás, a mágneses iránytű és az óramű gátszerkezete, amelyekről abban az időben úgy tartották, hogy nyugati találmányok. Az első kötet végül 1954-ben jelent meg.
A kiadvány széles körű elismerést kapott. Tizenöt kötetét írta meg, és halála után 1995-ben további részek jelentek meg, jelenleg már 24 kötete van.

## Magyarul
- Kína öröksége. Tudomány és civilizáció Kínában; ford., előszó Kászoni Zoltán István; Kriterion, Bukarest, 1984 (Századunk)